# Edgar Meyer (peintre)
Edgar Meyer, né le 5 septembre 1853 à Innsbruck (Autriche-Hongrie) et morte le 21 février 1925 à Aldrans (Autriche), est un peintre autrichien ayant construit lui-même son château et s'étant engagé en politique.

## Biographie

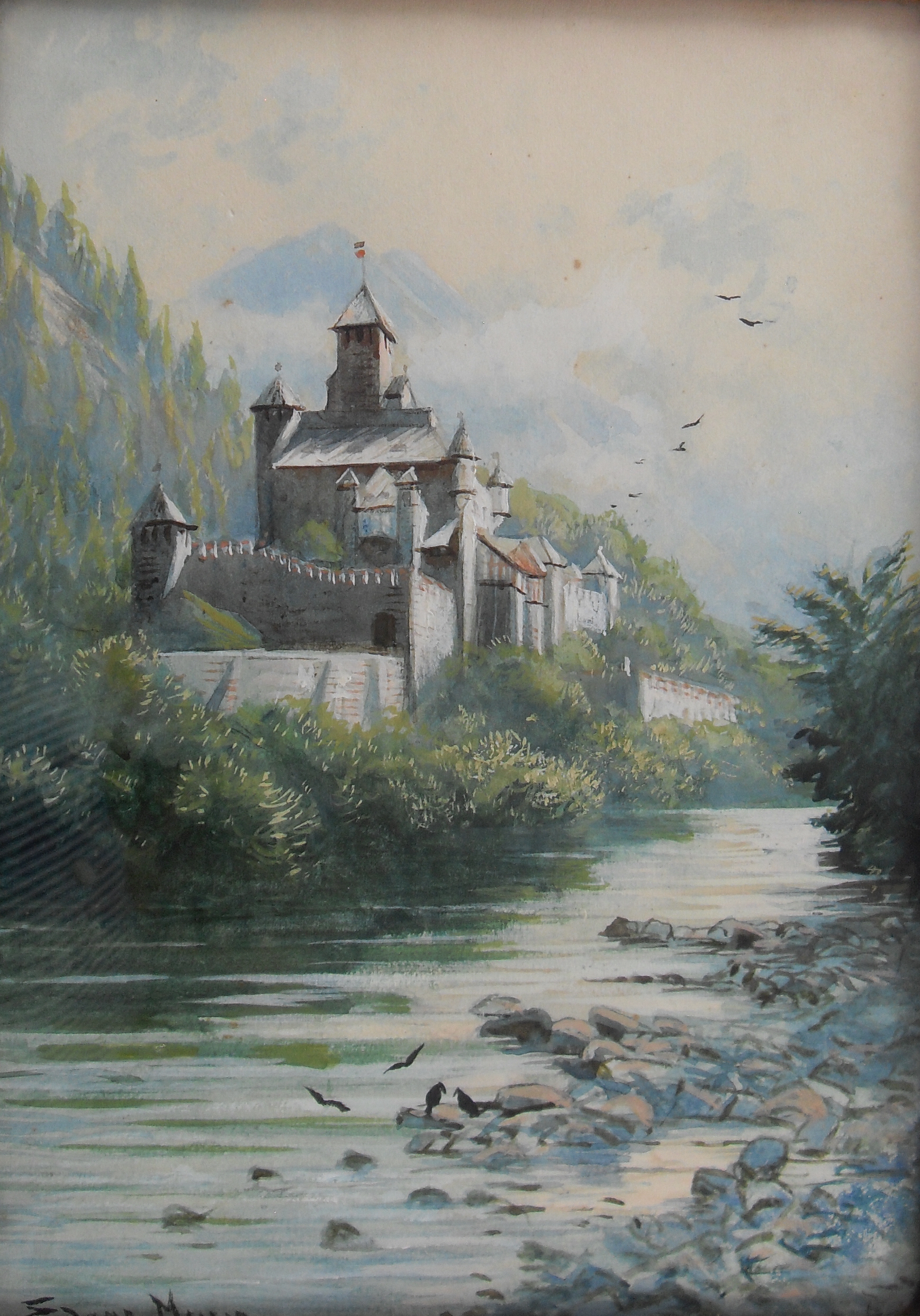
Peinture de Meyer du château de Welfenstein.

Edgar Meyer naît le 5 septembre 1853 à Innsbruck, dans le comté de Tyrol, en Autriche. Ses parents sont Martin Meyer (1821–1897), un homme d'affaires prospère, un peintre, un poète et un compositeur de chansons populaires et Theresia Megucher (1826–1905).
Il étudie à l'Académie des beaux-arts de Munich puis de 1874 à 1877 à celle de Düsseldorf sous la direction d'Eugen Dücker. Il prolonge ses études en visitant Rome et Venise. Entre 1880 et 1881, il est membre d'une association d'artistes et d'universitaires appelée Malkasten (également connue sous le nom de Paintbox) à Düsseldorf.
Il vit un temps à Weimar et devient professeur dans le quartier de Berlin-Charlottenbourg.
Le technique de prédilection de Meyer est l'aquarelle et ses paysages de style impressionniste, ses scènes de montagne et ses châteaux sont populaires, notamment en Allemagne où ils se vendent bien. Les peintures de Meyer se trouvent au Tiroler Landesmuseum (en) (Ferdinandeum), à Innsbruck et dans des collections privées du monde entier. Vers la fin du XIXe siècle, la progression de l'art évolutionnaire fait perdre à son travail sa popularité et il retourne au Tyrol.
Meyer achète les ruines médiévales du château de Welfenstein près de Sterzing dans le Tyrol du Sud. Pendant la période 1893–1897, il reconstruit le château en le transformant en un édifice roman avec de nombreuses tours, remparts et créneaux. Meyer meuble le château d'antiquités et d'œuvres d'art provenant de tout le Tyrol. En novembre 1918, un incendie dévastateur ravage le château, détruisant la plupart de son contenu, dont une collection de 40 000 livres.
En 1910, il cofonde le musée d'art folklorique tyrolien (de).
Meyer meurt à Aldrans, près d'Innsbruck, le 21 février 1925, à l'âge de 71 ans.

## Vie politique
Edgar Meyer était un partisan de la germanisation du Trentin, et du corridor menant à la mer Adriatique. Ces régions abritaient une série de communautés germanophones. Le tout dans un contexte de montée du nationalisme italien ou irrédentisme.
En 1905, Meyer a cofondé la Tiroler Volksbundes (Ligue populaire tyrolienne). Financée par de l'argent allemand, elle promouvait la culture autrichienne et l'enseignement de l'allemand dans le Tyrol du Sud et le Trentin.
En 1907, Meyer est le principal acteur d'un épisode notoire connu sous le nom de "Zweite Schlact von Calliano" (la deuxième bataille de Calliano). À l'époque, les associations nationalistes austro-allemandes promouvaient leurs visions de l'identité nationale en organisant des circuits et des randonnées. Meyer avait déjà organisé plusieurs voyages controversés, puis, au cours de l'été 1907, il conduit un groupe de nationalistes allemands et autrichiens à travers le Trentin. Cette excursion provocante avait fait l'objet d'une couverture médiatique importante. En traversant des villages italophones, ils ont été accueillis par des foules hostiles. En arrivant à Calliano, une foule en colère a submergé la police qui les protégeait et a attaqué le groupe, faisant quelques blessés graves. L'indignation est grande, des manifestations anti-italiennes ont lieu à Innsbruck, l'incident est largement rapporté dans les journaux autrichiens et allemands et des représentants des gouvernements autrichien et allemand déposent des plaintes officielles auprès du gouvernement italien. Le 5 août 1907, Meyer, la tête pansée, s'adresse à une foule enthousiaste à Innsbruck
En 1916-1917, Meyer fonde l'Ausschuss für volkische Belange und deutsche Besiedlung Südtirols (Comité pour les affaires nationales et la colonisation allemande du Trentin).
Son château étant en ruine et après l'annexion du Tyrol du Sud par l'Italie en 1918, Meyer se tourne vers la communauté juive d'Autriche. En 1919, l'association antisémite tyrolienne est créée. Meyer est l'un des principaux orateurs de sa réunion inaugurale à Innsbruck. Il a cité la subversion juive comme l'une des raisons de l'éclatement de la monarchie austro-hongroise.

## Œuvres (sélection)

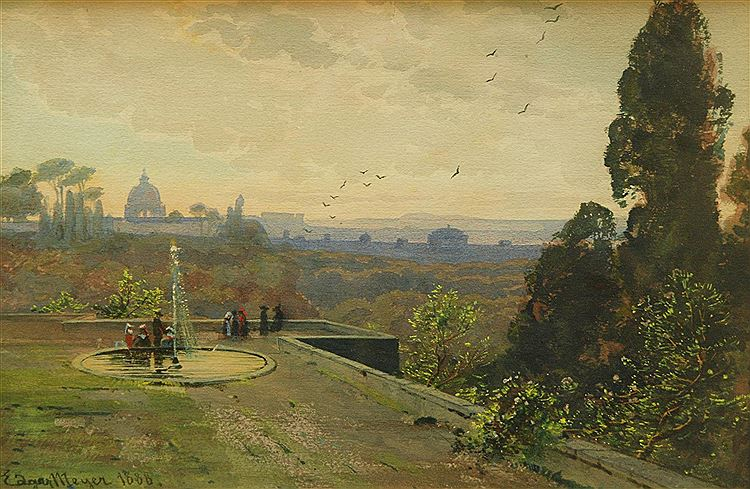
Blick auf Rom (Vue de Rome), 1880

- Partie aus Palermo (1873)
- Aus Eppan (1885)
- On the Rhine at Dusseldorf
- Market place in Verona
- Evening in the Roman countryside
- Der Schwarzsee bei Kitzbühel
- Palazzo an der Amalfiküste
- Venedig, Torbögen
- Insel San Michele Venedig
- Schloss Welfenstein